# 1970
1970. је била проста година.

## Догађаји

### Јануар
- 1. јануар — Јуникс ера започела у 00:00:00 UTC
- 2. јануар — Последњи студијски наступ групе Битлси.
- 16. јануар — Хрватско пролеће Осудом унитаризма на 10. сеници ЦК СКХ отпочео је масовни пкрет у СР Хрватској. Овај покрет је захтевао искључење употребе српског језика у Хрватској, и декларисао је Хрватску као националну државу Хрвата, наследницу средњовековне хрватске краљевине. Уживао је подршку великог дела хрватских комуниста, политичког врха Хрватске и усташке емиграције на Западу.

### Март
- 2. март — Родезија је формално прекинула везе са британском круном и прогласила се републиком.
- 4. март — У хаварији француске подморнице Еуридика у Средоземном мору у близини Тулона живот изгубило свих 57 чланова посаде.
- 18. март — Генерал Лон Нол извео државни удар у Камбоџи док је шеф државе, принц Нородом Сиханук, био у посети Москви.
- 19. март — Шефови влада Источне и Западне Немачке Вили Брант и Вили Штоф сусрели су се у Ерфурту, што је био први сусрет високих званичника две земље од поделе Немачке 1949.

### Април
- 1. април — Основан је радио Студио Б.
- 13. април — Експлодирао је резервоар са кисеоником на летелици Аполо 13, чиме је угрожен живот посаде која је била на мисији ка Месецу.
- 16. април — Под снежном лавином која је затрпала дечји санаторијум у месту Саланш у француским Алпима погинуле 72 особе.
- 22. април — Први пут је прослављен Дан планете Земље.

### Мај
- 4. мај — Америчка национална гарда је убила четири и ранила 11 студената Универзитета Кент у држави Охајо, који су демонстрирали против Вијетнамског рата.
- 24. мај — На полуострву Кола почело је бушење Колске супердубоке бушотине, која је са крајњом дубином од 12.262 m постала најдубља рупа икада избушена и најнижа вештачка тачка на Земљи.
- 24. мај — У земљотресу јачине 7,9 Рихтерове скале у Перуу погинуло је више од 70.000 људи, а 600.000 људи остало је без домова.
- 24. мај — Југославија постала први пут првак света у кошарци, победивши репрезентацију САД резултатом 70:63.

### Јун
- 19. јун — Едвард Хит је постао премијер Уједињеног Краљевства.
- 21. јун — У финалу Светског фудбалског првенства Бразил је у Сијудад Мексику победио Италију са 4:1 и постао први троструки освајач трофеја Жила Римеа.

### Август
- 14. август — СФР Југославија и Ватикан обновили су пуне дипломатске односе после 18-годишњег прекида.

### Септембар
- 12. септембар — Палестински отмичари у Јордану дигли у ваздух три авиона отета шест дана раније, после полетања из Њујорка ка Европи.

### Октобар
- 16. октобар — У Канади је, након отмица и покушаја убистава које су учинили припадници сепаратистичке организације Фронт за ослобођење Квебека, уведено опсадно стање.
- 24. октобар — Кандидат левице Салвадор Аљенде изабран је за председника Чилеа.

### Децембар
- 18. децембар — У Италији је ступио на снагу закон о разводу брака, упркос противљењу Католичке цркве.
- 31. децембар — Пол Макартни и званично поднео суду захтев за правни разилазак групе Битлс.

## Рођења

### Јануар
- 1. јануар — Драгана Огњеновић, модна дизајнерка[1]
- 7. јануар — Мирослав Стевић, српски фудбалер[2]
- 9. јануар — Лара Фабијан, белгијско-канадска музичарка и глумица[3]
- 10. јануар — Алиса Марић, српска шахисткиња
- 12. јануар — Рејквон, амерички хип-хоп музичар[4]
- 13. јануар — Ивана Михић, српска глумица, продуценткиња и списатељица[5]
- 13. јануар — Марко Пантани, италијански бициклиста (прем. 2004)
- 20. јануар — Бранка Катић, српска глумица[6]
- 21. јануар — Ален Бокшић, хрватски фудбалер[7]
- 23. јануар — Аријан Комазец, хрватски кошаркаш[8]
- 24. јануар — Сандра Бугарски, српска глумица[9]
- 29. јануар — Хедер Грејам, америчка глумица[10]
- 31. јануар — Мини Драјвер, енглеско-америчка глумица и музичарка[11]

### Фебруар
- 2. фебруар — Дејан Радоњић, црногорски кошаркаш и кошаркашки тренер[12]
- 3. фебруар — Ворвик Дејвис, енглески глумац, сценариста, продуцент, редитељ, комичар и писац[13]
- 8. фебруар — Алонзо Морнинг, амерички кошаркаш
- 11. фебруар — Фредрик Тордендал, шведски музичар, најпознатији као гитариста и певач групе
- 14. фебруар — Сајмон Пег, енглески глумац, комичар, сценариста и филмски продуцент[14]
- 16. фебруар — Арманд ван Хелден, амерички ди-џеј и музички продуцент
- 16. фебруар — Владан Лукић, српски фудбалер[15]
- 16. фебруар — Анђело Перуци, италијански фудбалски голман[16]
- 17. фебруар — Доминик Персел, аустралијски глумац[17]
- 19. фебруар — Јоаким Канс, шведски музичар, најпознатији као певач групе Хамерфол
- 26. фебруар — Предраг Даниловић, српски кошаркаш
- 27. фебруар — Дејвид Акер, канадски писац, комичар и мађионичар[18]

### Март
- 3. март — Џули Боуен, америчка глумица и модел[19]
- 5. март — Александар Вучић, српски политичар[20]
- 5. март — Џон Фрушанте, амерички музичар и музички продуцент, најпознатији као гитариста
- 7. март — Рејчел Вајс, енглеска глумица[21]
- 9. март — Шенон Лето, амерички музичар, најпознатији као бубњар групе 30 Seconds to Mars[22]
- 9. март — Владан Милојевић, српски фудбалер и фудбалски тренер[23]
- 20. март — Мајкл Рапапорт, амерички глумац, комичар, редитељ и продуцент[24]
- 21. март — Игор Бутулија, српски рукометаш[25]
- 22. март — Андреас Јонсон, шведски музичар
- 23. март — Јово Бакић, српски социолог
- 23. март — Ђани Инфантино, италијански спортски функционер, девети председник ФИФА[26]
- 24. март — Дејан Орешковић, хрватски музичар и музички продуцент, најпознатији као члан група Забрањено пушење и Дивље јагоде
- 24. март — Лара Флин Бојл, америчка глумица[27]
- 27. март — Ниша Савељић, црногорски фудбалер[28]
- 29. март — Алан Милер, енглески фудбалски голман (прем. 2021)[29]

### Април
- 1. април — Алан Грегов, хрватски кошаркаш[30]
- 4. април — Бари Пепер, канадски глумац[31]
- 8. април — Александар Станковић, хрватски новинар и ТВ водитељ
- 26. април — Меланија Трамп, америчко-словеначка дизајнерка накита и модел[32]
- 28. април — Владан Матић, српски рукометаш и рукометни тренер[33]
- 28. април — Дијего Симеоне, аргентински фудбалер и фудбалски тренер[34]
- 29. април — Андре Агаси, амерички тенисер
- 29. април — Ума Терман, америчка глумица и модел[35]
- 30. април — Кокан Младеновић, српски позоришни редитељ

### Мај
- 2. мај — Бојан Пајтић, српски политичар и правник[36]
- 3. мај — Боби Канавале, амерички глумац[37]
- 4. мај — Вил Арнет, канадско-амерички глумац, комичар и продуцент[38]
- 7. мај — Татјана Војтеховски, српска новинарка и ТВ водитељка
- 8. мај — Луис Енрике, шпански фудбалер и фудбалски тренер[39]
- 8. мај — Наоми Клајн, канадска новинарка, списатељица и антикорпоративна активисткиња[40]
- 9. мај — Даг Кристи, амерички кошаркаш[41]
- 12. мај — Саманта Матис, америчка глумица[42]
- 15. мај — Франк де Бур, холандски фудбалер и фудбалски тренер
- 16. мај — Габријела Сабатини, аргентинска тенисерка[43]
- 17. мај — Небојша Дугалић, српски глумац, режисер и професор глуме[44]
- 18. мај — Оливер Поповић, српски кошаркаш и кошаркашки тренер
- 18. мај — Тина Феј, америчка глумица, комичарка, сценаристкиња и продуценткиња[45]
- 21. мај — Весна Бајкуша, босанскохерцеговачка кошаркашица и кошаркашка тренеркиња[46]
- 22. мај — Наоми Кембел, енглески модел и глумица[47]
- 27. мај — Џозеф Фајнс, енглески глумац[48]
- 29. мај — Роберто ди Матео, италијански фудбалер и фудбалски тренер[49]
- 31. мај — Паоло Сорентино, италијански режисер, сценариста и књижевник[50]

### Јун
- 4. јун — Изабела Скорупко, пољско-шведска глумица, музичарка и модел[51]
- 4. јун — Ричи Хотин, енглеско-канадски ди-џеј, музичар и музички продуцент[52]
- 7. јун — Кафу, бразилски фудбалер[53]
- 15. јун — Душан Поповић, српски ватерполиста и ватерполо тренер (прем. 2011)
- 15. јун — Жан Табак, хрватски кошаркаш и кошаркашки тренер[54]
- 22. јун — Растко Цветковић, српски кошаркаш[55]
- 23. јун — Јан Тјерсен, француски музичар и композитор[56]
- 26. јун — Пол Томас Андерсон, амерички редитељ[57]
- 26. јун — Крис О’Донел, амерички глумац[58]
- 26. јун — Ник Оферман, амерички глумац, комичар, писац, сценариста и продуцент[59]

### Јул
- 1. јул — Тајчи, хрватска музичарка
- 3. јул — Зоран Стевановић, српски кошаркаш[60]
- 4. јул — Андреј Черкасов, руски тенисер[61]
- 6. јул — Рожер Цицеро, немачки џез музичар (прем. 2016)
- 7. јул — Ерик Цабел, немачки бициклиста
- 8. јул — Бек, амерички музичар и музички продуцент[62]
- 8. јул — Тод Мартин, амерички тенисер[63]
- 8. јул — Мира Шкорић, српска певачица
- 11. јул — Џастин Чејмберс, амерички глумац и модел[64]
- 13. јул — Стеван Пековић, црногорски кошаркаш[65]
- 22. јул — Иван Стефановић, српски редитељ[66]
- 27. јул — Николај Костер Волдо, дански глумац, продуцент и сценариста[67]
- 27. јул — Дејан Удовичић, српски ватерполиста и ватерполо тренер
- 30. јул — Кристофер Нолан, енглеско-амерички режисер, сценариста и продуцент[68]

### Август
- 2. август — Кевин Смит, амерички редитељ, продуцент, сценариста, глумац, комичар и писац[69]
- 3. август — Дарко Тешовић, српски фудбалер и фудбалски тренер[70]
- 11. август — Ђанлука Песото, италијански фудбалер[71]
- 13. август — Алан Ширер, енглески фудбалер[72]
- 16. август — Фабио Казартели, италијански бициклиста (прем. 1995)[73]
- 17. август — Џим Куријер, амерички тенисер
- 20. август — Данијела Илић, српска кошаркашица и кошаркашка тренеркиња[74]
- 23. август — Џеј Мор, амерички глумац, комичар, сценариста и радијски водитељ[75]
- 23. август — Ривер Финикс, амерички глумац, музичар и активиста за права животиња (прем. 1993)[76]
- 25. август — Роберт Ори, амерички кошаркаш[77]
- 25. август — Клаудија Шифер, немачка манекенка, глумица и модна дизајнерка[78]
- 26. август — Мелиса Макарти, америчка глумица, комичарка, сценаристкиња и продуценткиња[79]
- 27. август — Кели Трамп, немачка порнографска глумица[80]
- 30. август — Ненад Ванић, српски фудбалер и фудбалски тренер[81]
- 31. август — Никола Груевски, македонски политичар, 6. премијер Македоније
- 31. август — Ранија ел Абдулах, јорданска краљица, супруга краља Абдулахa II од Јордана

### Септембар
- 1. септембар — Вана, хрватска певачица
- 3. септембар — Гарет Саутгејт, енглески фудбалски тренер и бивши фудбалер[82]
- 4. септембар — Игор Кавалера, бразилски музичар, најпознатији као суоснивач и бубњар групе
- 8. септембар — Димитрис Итудис, грчки кошаркашки тренер
- 11. септембар — Тараџи П. Хенсон, америчка глумица, певачица и списатељица[83]
- 15. септембар — Динко Грухоњић, српско-босанскохерцеговачки новинар
- 16. септембар — Нела Кочиш, хрватска глумица[84]
- 22. септембар — Дејан Перић, српски рукометни голман и рукометни тренер[85]
- 22. септембар — Емануел Пети, француски фудбалер[86]
- 23. септембар — Снежана Пајкић, српска атлетичарка
- 26. септембар — Шери Мун Зомби, америчка глумица, модел и плесачица[87]
- 30. септембар — Драган Мићановић, српски глумац[88]

### Октобар
- 5. октобар — Александар Кристић, српски фудбалер и фудбалски тренер[89]
- 8. октобар — Мет Дејмон, амерички глумац, филмски продуцент и сценариста[90]
- 15. октобар — Предраг Зимоњић, српски ватерполиста[91]
- 15. октобар — Биљана Србљановић, српска драмска списатељица и политичарка
- 20. октобар — Сандер Боскер, холандски фудбалски голман[92]
- 29. октобар — Едвин ван дер Сар, холандски фудбалски голман[93]
- 29. октобар — Филип Коку, холандски фудбалер и фудбалски тренер[94]
- 30. октобар — Нија Лонг, америчка глумица[95]
- 31. октобар — Виктор Јеленић, српски ватерполиста

### Новембар
- 1. новембар — Ерик Сполстра, амерички кошаркашки тренер[96]
- 1. новембар — Игор Цвитановић, хрватски фудбалер[97]
- 3. новембар — Петар Васиљевић, српски фудбалер и фудбалски тренер
- 3. новембар — Педро Проенса, португалски фудбалски судија[98]
- 4. новембар — Драган Аничић, српски фудбалер и фудбалски тренер
- 4. новембар — Малена Ернман, шведска оперска певачица[99]
- 6. новембар — Горан Ђукић, српски фудбалер и фудбалски тренер[100]
- 6. новембар — Итан Хок, амерички глумац, сценариста, режисер и књижевник[101]
- 7. новембар — Марк Росе, швајцарски тенисер
- 18. новембар — Пита Вилсон, аустралијска глумица и модел[102]
- 21. новембар — Ренато Врбичић, хрватски ватерполиста и ватерполо тренер (прем. 2018)
- 22. новембар — Доктор Иги, српски денс музичар
- 28. новембар — Братислав Живковић, српски фудбалер и фудбалски тренер[103]

### Децембар
- 1. децембар — Сара Силверман, америчка комичарка, глумица, сценаристкиња и продуценткиња[104]
- 3. децембар — Кристијан Карамбе, француски фудбалер[105]
- 6. децембар — Џина Вајлд, немачка глумица[106]
- 6. децембар — Драгољуб Петровић, српски новинар
- 12. децембар — Џенифер Конели, америчка глумица[107]
- 14. децембар — Владимир Грбић, српски одбојкаш[108]
- 14. децембар — Ана Марија Јопек, пољска музичарка[109]
- 14. децембар — Бет Ортон, енглеска музичарка[110]
- 18. децембар — Ди-Ем-Екс, амерички репер (прем. 2021)[111]
- 24. децембар — Амори Ноласко, порторикански глумац[112]
- 26. децембар — Драгољуб Видачић, српски кошаркаш и кошаркашки тренер[113]
- 28. децембар — Елејн Хендрикс, америчка глумица, модел, продуценткиња, певачица и плесачица[114]
- 29. децембар — Енрико Кјеза, италијански фудбалер и фудбалски тренер

## Смрти

### Јануар
- 5. јануар — Макс Борн, немачки физичар. (*1882).[115]

### Фебруар
- 2. фебруар — Бертранд Расел, британски филозоф и математичар. (*1872).[116]

### Март
- 15. март — Артур Адамов, француски књижевник и преводилац јерменског порекла (*1908).
- 31. март — Семјон Тимошенко, маршал Совјетског Савеза (*1895).[117]

### Мај
- 22. мај — Бојан Ступица, српски редитељ, архитекта, драматург, професор и педагог (*1910).

### Септембар
- 1. септембар — Франсоа Моријак, француски књижевник (*1885).
- 18. септембар — Џими Хендрикс, амерички рок певач и гитариста (*1942).
- 25. септембар — Ерих Марија Ремарк, немачки књижевник (*1898).[118]
- 28. септембар — Гамал Абдел Насер, египатски политичар (*1918).

### Октобар
- 1. октобар — Петар Коњовић, српски композитор (*1883).[119]
- 4. октобар — Џенис Џоплин, америчка певачица (*1943).

### Новембар
- 9. новембар — Петар II Карађорђевић, југословенски краљ (*1921).
- 9. новембар — Шарл Де Гол, француски генерал и државник (*1890).[120]
- 21. новембар — Чандрасекара Раман, индијски физичар (*1888).
- 25. новембар — Јукио Мишима, јапански књижевник и режисер (*1925).

### Децембар
- 15. децембар — Леонид Шејка, српски архитекта и сликар (*1932).

## Нобелове награде
- Физика — Ханес Олоф Јеста Алвен и Луј Ежен Феликс Нел
- Хемија — Луис Ф. Лелоир
- Медицина — Бернард Кац, Улф фон Ојлер и Џулијус Акселрод
- Књижевност — Александар Солжењицин
- Мир — Норман Борлог (САД)
- Економија — Пол Самјуелсон (САД)